# می‌خواهم جایی باشم که تو هستی
می‌خواهم جایی باشم که تو هستی (به انگلیسی: I Wanna Be Where You Are) نام آهنگی اثر مایکل جکسون است. این ترانه در جدول آمریکا در رتبهٔ ۶ و در انگلستان در رتبهٔ ۲ قرار گرفت.